# 高嶋酒類食品
髙嶋酒類食品株式会社（たかしましゅるいしょくひん）は、兵庫県神戸市東灘区に本社を置く酒類・みりん・漬物メーカー。
灘五郷の御影郷に所在する。奈良漬「甲南漬」の製造販売で知られる。灘五郷酒造組合に参画する中で唯一清酒を取り扱わないメーカーであるが、灘五郷の酒蔵の一つに数えられる。

## 沿革
1870年（明治3年）、初代高嶋平介により創業。
高嶋家の本家にあたる高嶋太助は、江戸時代の末期に東明（現在の御影塚町）で酒造業を営んでいた。その影響を受けて、初代平介は造り酒屋から酒粕を仕入れて売る酒粕問屋を営むようになったが、さらに酒粕を原料とする粕取り焼酎（酒粕焼酎）の製造に乗り出した。明治3年（1870年）という「創業年」は焼酎製造のために必要な国の免許を取得した年である。
1896年（明治29年）、本みりん「白菱」の製造を開始。
1904年（明治37年）、日露戦争を背景とする旺盛な酒需要に応えるため灘の蔵元が酒を増産し、それにともなって出た大量の酒粕をふんだんに使った奈良漬の製造販売を開始。1930年（昭和5年）に「甲南漬」を商標登録した。

## 商品
- 甲南漬
- はくびし本みりん

## こうべ甲南・武庫の郷

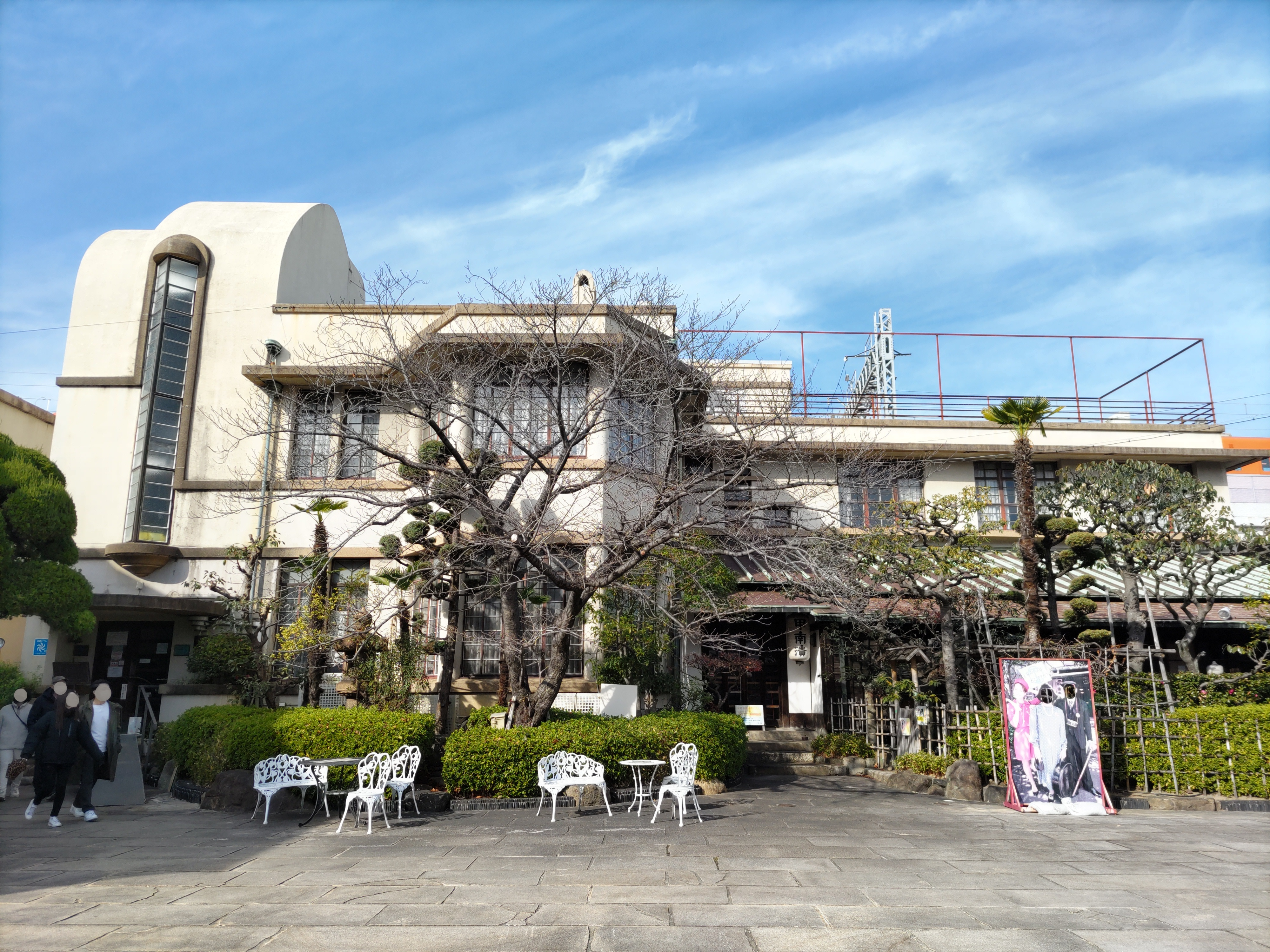
甲南漬資料館外観（2023年12月）

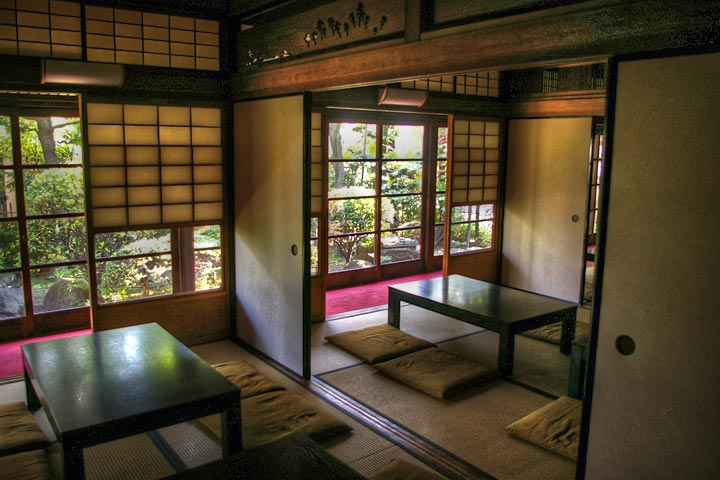
武庫の郷 資料館内部（2010年3月）

1930年（昭和5年）、社長宅として建築された建物。設計者は御影公会堂も手掛けた清水栄二で、「阪神間モダニズム」の建物の一つとされる。1995年の阪神・淡路大震災で木造部分は倒壊したが鉄筋部分が残り、2010年（平成22年）に国の登録有形文化財となった（登録名義は「甲南漬資料館（旧高嶋家住宅主屋）」）。1階が「甲南漬資料館」、2階が貸しスペースとなっており、カルチャースクールなどに使用されている。

## 高嶋家
2代高嶋平介（前名：政吉）は、県の多額納税者に名を連ね、地元御影町会議員を務めた。3代高嶋平介は家業を継承するとともに、食品卸売業の兵庫漬物（現在の兵漬兵庫食品）を創業するなど事業を拡大した。4代当主の高嶋良平は関西漬物協会会長など業界・地域の公職を務めるほか、学生時代にフィールドホッケーに打ち込んだことから県ホッケー協会会長・日本ホッケー協会副会長を務めた経歴も有する。